# Panczarewo
Panczarewo (bułg. Панчарево) – wieś w Bułgarii; 2600 mieszkańców (2010).